# 蚌蜒河
蚌蜒河，位于中華人民共和國江苏省，是里下河水网南部的一条东西向河道，旧称蚌延河，西起 江苏省兴化市卤汀河（老阁村），向东注入串场河。全长47.5公里。